# السمر (کنتاکی)
السمر (به انگلیسی: Elsmere) شهری در ایالت کنتاکی کشور ایالات متحده آمریکا است که جمعیت آن در سرشماری سال ۲۰۱۰ میلادی، ۸٬۴۵۱ نفر بوده‌است.